# A6-os autópálya (Hollandia)
Az A6-os autópálya (hollandul: Rijksweg 6) egy 101 km hosszú autópálya Hollandiában.

## Képgaléria

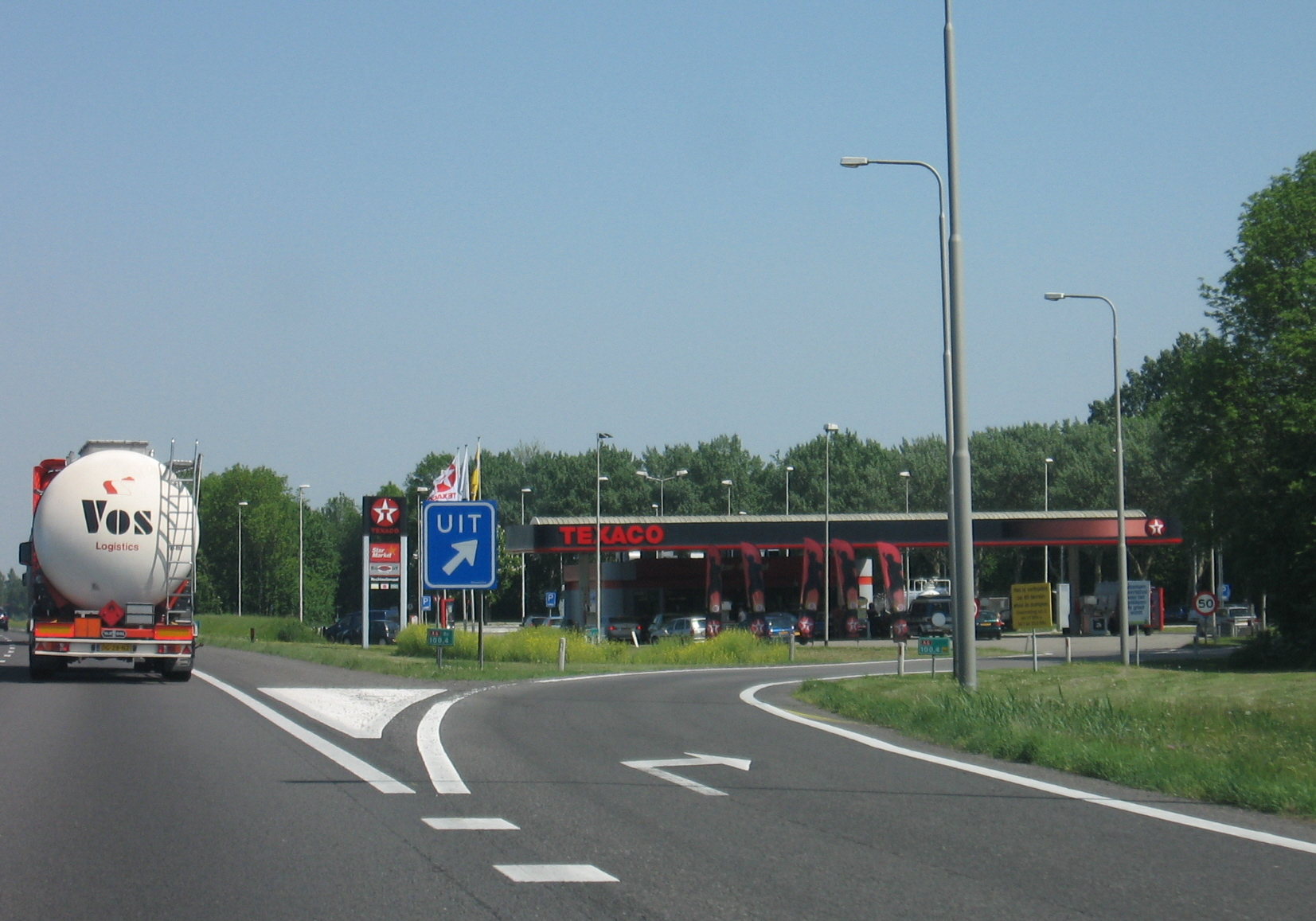
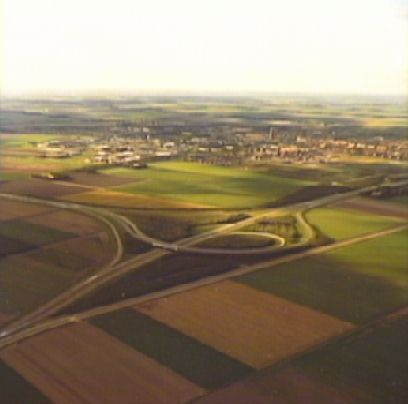
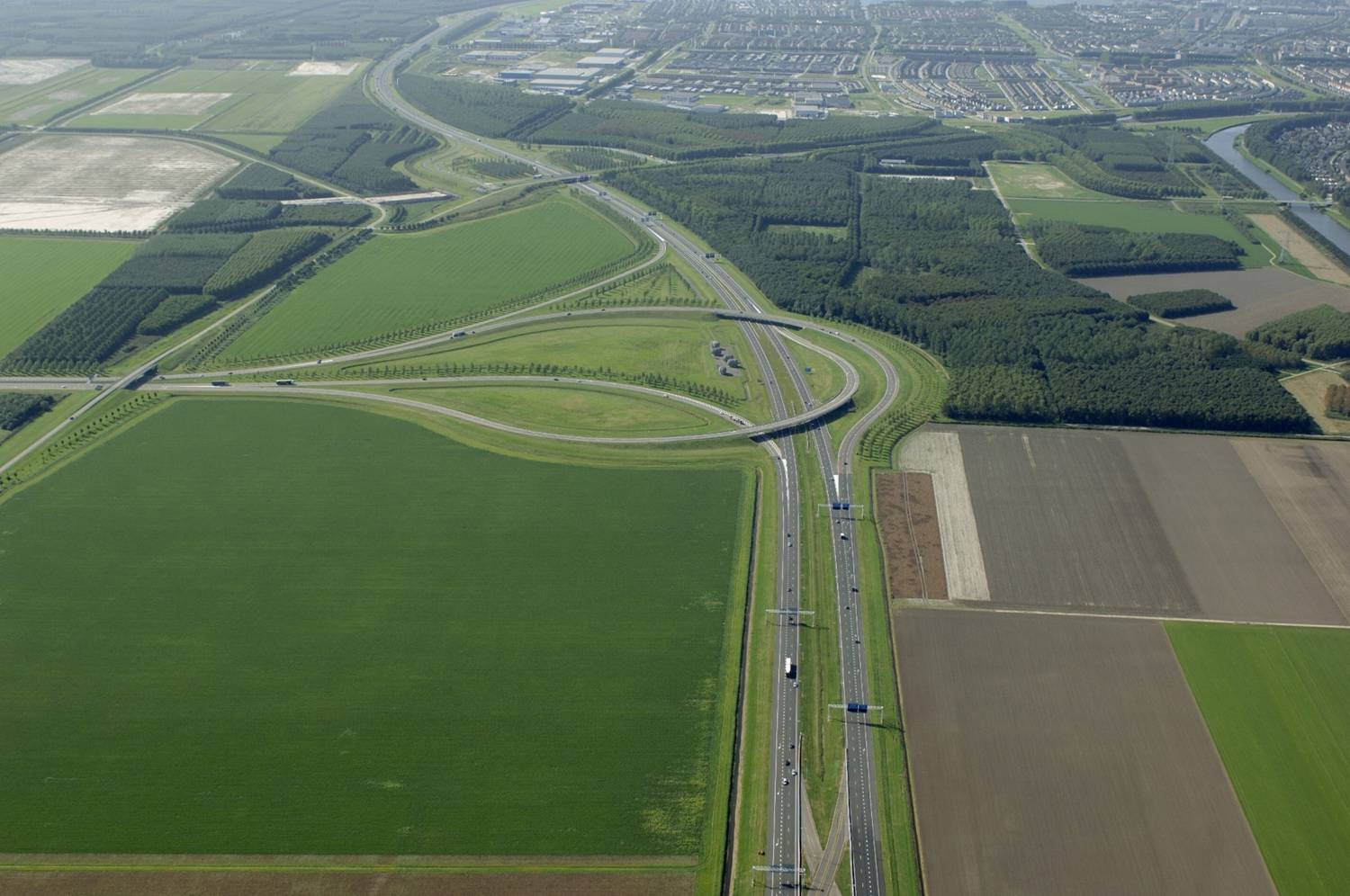
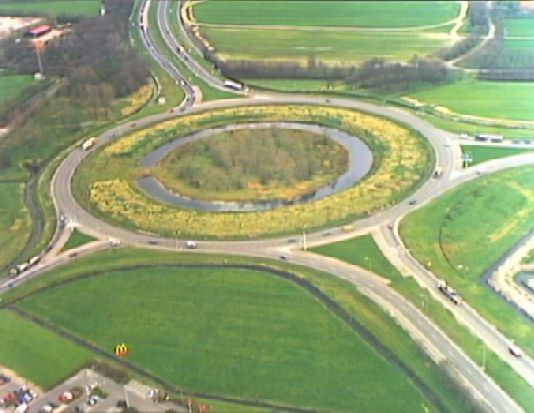
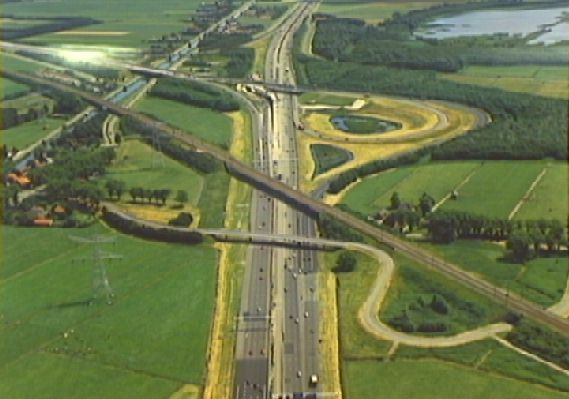